# Kokutai-ji
Pour les articles homonymes, voir Kokutai (homonymie).
Le Kokutai-ji (国泰寺, Temple de la Paix) est un temple bouddhiste zen relevant de l'école Rinzai. Fondé en 1300 par le moine Jiun Myoi, c'est le temple principal de la branche Rinzai Kokutai-ji.
En 2022, l'armure de Kondō Isami est identifiée au sein de la collection du temple. Elle est un don de Yamaoka Tesshū.